# Schuilenburg (Amersfoort)
Schuilenburg is een woonwijk in Amersfoort, in de Nederlandse provincie Utrecht. De ligging is ten zuidoosten van de stadskern van Amersfoort. In 2012 telde Schuilenburg 4190 inwoners. Samen met Randenbroek vormt het de hoofdwijk Randenbroek-Schuilenburg.